# Strepsicrates
Strepsicrates is een geslacht van vlinders van de familie bladrollers (Tortricidae), uit de onderfamilie Olethreutinae.

## Soorten
- S. coriariae Oku, 1974
- S. cryptosema Diakonoff, 1983
- S. decorigera Diakonoff, 1966
- S. dilacerata (Meyrick, 1929)
- S. discobola Diakonoff, 1967
- S. ejectana (Walker, 1863)
- S. fenestrata Walsingham, 1908
- S. glaucothoe (Meyrick, 1927)
- S. inobtrusa Diakonoff, 1967
- S. penechra (Diakonoff, 1989)
- S. poliophora Bradley, 1962
- S. rhothia (Meyrick, 1910)
- S. smithiana Walsingham, 1891
- S. tetropsis (Busck, 1914)
- S. thyellopis (Meyrick, 1926)
- S. trimaura Diakonoff, 1985